# جوردن دي فريتاس
جوردن دي فريتاس (بالبرتغالية: Jordan de Freitas‏) (3 يوليو 1966 بالبرازيل - ) هو مدرب كرة قدم ولاعب كرة قدم برازيلي في مركز الوسط. لعب مع نادي جريميو مارينغا ونادي كروزيرو وTupi Football Club ‏.

## وصلات خارجية
- جوردن دي فريتاس على موقع قاعدة بيانات كرة القدم.إي يو (الإنجليزية)